# 彼德拉米列拉
彼德拉米列拉（西班牙語：Piedramillera）是西班牙纳瓦拉的一个市镇。总面积13平方公里，总人口60人（2001年），人口密度5人/平方公里。